# Varlaam Merticariu
Varlaam Merticariu (* 28. Oktober 1960 in der Gemeinde Știubieni, Kreis Botoșani) ist ein rumänischer orthodoxer Theologe und Weihbischof.
Er war Archimandrit und Lektor an der Orthodox-Theologischen Fakultät der Universität „Alexandru Ioan Cuza“ in Iași. Er war vicar administrativ des Erzbistums Iași und wurde mit dem Moldawischen Kreuz am 11. Oktober 2007 ausgezeichnet. Am 29. Oktober 2009 würde er von der Hl. Synode der Rumänisch-Orthodoxen Kirche als Weihbischof des Erzbistums Bukarest gewählt. Der Ruf zur Bischofwürde erfolgte am 19. Dezember 2009 und die Ordination ins Bischofsamt am 20. Dezember 2009.

## Schriften
- Literatura patristică în românește, studiu introductiv și bibliografie, Iași, Editura Trinitas 2005